# ألفيداس بازدرازديس
ألفيداس بازدرازديس (بالليتوانية: Alvydas Pazdrazdis)‏ مواليد 20 يوليو 1972 في الجمهورية الليتوانية السوفيتية الاشتراكية، هو لاعب كرة سلة ليتواني سابق. بدأ مسيرته الاحترافية في سنة 1991. يبلغ طوله 6 قدم 5 بوصة (2.0 م). مثّل منتخب بلاده. شارك في دورة الألعاب الأولمبية الصيفية سنة 1992. اعتزل اللعب في 2000. لعب مع نادي نبتونس لكرة السلة ونادي ساكالي لكرة السلة.

## الميداليات
| الميدالية | المسابقة                       |
| --------- | ------------------------------ |
| برونزية   | الألعاب الأولمبية الصيفية 1992 |

## روابط خارجية
- ألفيداس بازدرازديس على موقع الاتحاد الدولي لكرة السلة (الإنجليزية)
- ألفيداس بازدرازديس على موقع كلية كرة السلة في سبورتس رفرنس.كوم (الإنجليزية)
- ألفيداس بازدرازديس على موقع بروبوليرز (الإنجليزية)
- ألفيداس بازدرازديس على موقع سبورتس رفرنس (الإنجليزية)
- ألفيداس بازدرازديس على موقع أوليمبيديا (الإنجليزية)